# Rossiza Pechliwanowa
Rossiza Pechliwanowa (bulgarisch Росица Пехливанова, engl. Transkription Rositsa Pekhlivanova; * 31. Januar 1955 in Sliwen) ist eine ehemalige bulgarische Mittelstreckenläuferin.
1975 gewann sie jeweils Bronze bei den Halleneuropameisterschaften in Kattowitz über 800 Meter und bei der Universiade über 1500 Meter.
Im Jahr darauf holte sie über 1500 Meter Bronze bei den Halleneuropameisterschaften 1976 in München und schied bei den Olympischen Spielen in Montreal im Vorlauf aus.
1974 wurde sie bulgarische Hallenmeisterin über 1500 Meter, 1975 über 800 Meter. Außerdem wurde sie viermal bulgarische Meisterin im Crosslauf (1974, 1977, 1979, 1981).

## Persönliche Bestzeiten
- 800 m: 2:01,46 min, 26. Juli 1975, Montreal
- 1000 m: 2:35,2 min, 4. Juli 1976,	Sofia
- 1500 m: 4:09,0 min, 17. August 1975, Nizza